# Face 2 fAKE
|                    |                                                                |
| Origine            | Japon                                                          |
| Genre              | J-Pop, bande originale, R&B, hip-hop, électronique, orchestral |
| Période d'activité | 1995–présent                                                   |
| Label              | Avex, Sony, Victor, Universal Music Japan                      |
| Artistes associés  | EXILE, KinKi Kids, V6, Hitomi Shimatani, BoA                   |
| Site officiel      | face2fake.jp                                                   |
| Membres actuels    | Achilles Damigos, Oh!Be                                        |

Face 2 fAKE est un duo japonais de producteurs musicaux composé d’Achilles Damigos et Oh!Be.
Depuis le milieu des années 1990, ils sont actifs en tant qu’auteurs-compositeurs et producteurs reconnus dans la scène mainstream du J-Pop, ayant contribué à de nombreux succès dans les classements.
Ils se sont également fait connaître du grand public pour leur ton incisif en tant que jurés dans des émissions nationales de casting.
Au début des années 2000, ils ont progressivement orienté leur activité vers la composition de musiques de films, en commençant par des bandes sonores pour des séries télévisées, jusqu’à devenir l’un des acteurs majeurs de la production musicale pour le cinéma et la télévision au Japon.
Parmi leurs œuvres les plus notables figurent les bandes originales de Lupin no Musume, Cells at Work! et Fly Me to the Saitama: From Lake Biwa with Love.
Leur style musical combine des orchestrations cinématographiques avec des éléments pop, électroniques et rythmiques.Face 2 fAKE est un duo japonais de producteurs musicaux composé d’Achilles Damigos et Oh!Be.

## Histoire
Face 2 fAKE a été fondé en 1994 par Achilles Damigos et Oh!Be, devenant ainsi la première unité de production musicale dédiée au Japon.
Ils ont officiellement commencé leur carrière professionnelle en 1995 et ont connu leurs premiers succès commerciaux entre 1996 et 1997 grâce à des singles produits pour SMAP et Rina Takahashi, s’imposant comme des figures montantes dans la scène J-Pop.
Bien qu’ils soient déjà actifs dans la production discographique, ils ont élargi leur activité à la composition pour les médias visuels, notamment avec la bande originale de l’anime Shin Megami Tensei: Devil Children (2000)Ils participent à la bande sonore de l’anime Shin Megami Tensei: Devil Children.
, marquant ainsi leurs premiers pas dans la musique à l’image.Ils commencent à se faire connaître dans les années 1990 avec des productions pour SMAP et Rina Takahashi.

Leur succès initial a été consolidé par de nombreuses collaborations avec des artistes majeurs de la scène J-Pop à la fin des années 1990 et au début des années 2000.
En 2001, ils ont fourni la chanson "Your Eyes Only" (interprétée par EXILE) En 2001, ils composent « Your Eyes Only » pour le groupe EXILE.
en tant que chanson d’insertion pour le drama télévisé Dekichatta Kekkon diffusé sur Fuji TV, marquant les débuts d’EXILE et un important succès commercial.
Au cours des années 2000 et 2010, Face 2 fAKE a composé la musique de nombreux dramas et films, notamment Gallery Fake (2005), Lupin’s Daughter (2019, 2020) ainsi que son adaptation cinématographique en 2021.
En 2019, ils ont composé la bande originale du film à succès Fly Me to the Saitama, qui a rapporté plus de 3,7 milliards de yens (environ 25 millions de dollars), leur valant leur premier Japan Academy Prize Le film  Tonde  Saitama reçoit en 2020 le Japan Academy Prize pour la meilleure musique.
de la meilleure musique en 2020.
En 2023, ils signent la musique de la suite Fly Me to the Saitama: From Lake Biwa with Love, puis, en 2024, celle de l’adaptation en prise de vues réelles de Cells at Work! produite par Warner Bros. Japan.
Ce dernier film a rencontré un immense succès au box-office avec plus de 6,3 milliards de yens (environ 40 millions de dollars), leur permettant de remporter à nouveau le prix en 2025.

## Membres
- Achilles Damigos – Compositeur, arrangeur et producteur.

Né à Athènes d’un père d’origine gréco-italienne et d’une mère japonaise, il a étudié la composition musicale contemporaine à l’Université Shobi de Tokyo.
Il est reconnu pour ses orchestrations, sa direction d’orchestre et ses compositions « crossover » mêlant musique classique, jazz et électronique.Achilles Damigos est né à Athènes et a étudié la composition à l’Université Shobi de Tokyo.
- Oh!Be (Yoshimitsu Oba) – Compositeur, arrangeur et producteur.

Né à Tokyo, il est issu d’un environnement influencé par la chanson et la musique liturgique.
Il a commencé à composer dès l’adolescence et a étudié sous la direction du célèbre compositeur Kyōhei Tsutsumi.
Il est également connu pour ses musiques publicitaires et ses compositions pour les anime.Oh!Be (Yoshimitsu Ohba) est connu pour ses œuvres dans le domaine du chansonnier et de la musique liturgique.

## Style musical
La musique de Face 2 fAKE combine des orchestrations de type cinématographique avec des éléments de pop rythmique et des paysages sonores électroniques.
Leurs compositions sont connues pour leurs mélodies émotionnelles, leurs arrangements complexes et leur design sonore hybride mêlant instruments acoustiques et production numérique.
Leur style a été décrit comme mélodique, symphonique et dramatique, souvent adapté au rythme et à l’atmosphère du contenu visuel auquel il est associé.Leur musique mêle des orchestrations cinématographiques et des éléments électroniques.

## Anime
| Titre                              | Année | Remarques                          |
| ---------------------------------- | ----- | ---------------------------------- |
| Shin Megami Tensei: Devil Children | 2000  | Générique d'ouverture              |
| Gallery Fake                       | 2005  | Série animée diffusée sur TV Tokyo |

## Séries télévisées (drama)
| Titre                                  | Année | Chaîne  |
| -------------------------------------- | ----- | ------- |
| Dekichatta Kekkon                      | 2001  | Fuji TV |
| Train Man                              | 2005  | Fuji TV |
| Bussen (drame scolaire bouddhiste)     | 2013  | TBS     |
| The Great Passage                      | 2022  | NHK     |
| OKEHAZAMA : L’ascension d’Oda Nobunaga | 2021  | Fuji TV |
| History Detective                      | 2021  | NHK     |

## Films
| Titre                                                    | Année | Distributeur |
| -------------------------------------------------------- | ----- | ------------ |
| Ueshima Jane: Beyond                                     | 2014  | Pony Canyon  |
| Rentrons chez nous main dans la main : Beyond Shangri-La | 2016  | KATSUDO      |
| Fly Me to the Saitama                                    | 2019  | Toei         |
| Lupin's Daughter: The Movie                              | 2021  | Toei         |
| Fly Me to the Saitama: From Lake Biwa with Love          | 2023  | Toei         |
| Et si Tokugawa Ieyasu était Premier ministre ?           | 2024  | Toho         |
| Cells at Work!                                           | 2024  | Warner Bros. |

## Discographie (sélection)
| Année | Titre                                           | Type         | Remarques                   |
| ----- | ----------------------------------------------- | ------------ | --------------------------- |
| 2000  | Shin Megami Tensei: Devil Children              | OST anime    | Première bande originale    |
| 2005  | Gallery Fake                                    | OST anime    | Série diffusée sur TV Tokyo |
| 2019  | Fly Me to the Saitama                           | OST film     | Toei                        |
| 2019  | Lupin's Daughter                                | OST drama TV | Fuji TV                     |
| 2021  | Lupin's Daughter: The Movie                     | OST film     | Toei                        |
| 2022  | The Great Passage                               | OST drama TV | NHK                         |
| 2023  | Fly Me to the Saitama: From Lake Biwa with Love | OST film     | Toei                        |
| 2024  | Cells at Work!                                  | OST film     | Warner Bros.                |

## Collaborations et contributions
Face 2 fAKE a apporté sa contribution musicale à un large éventail d’artistes de la scène J-Pop et internationale, en tant que compositeurs, arrangeurs et producteurs.
Parmi leurs principaux collaborateurs figurent :

## Artistes (sélection)
| Année | Artiste           | Titre                            | Rôle                   | Label                |
| ----- | ----------------- | -------------------------------- | ---------------------- | -------------------- |
| 1997  | SMAP              | Fool On The Hill                 | Compositeur            | Victor Entertainment |
| 1997  | SMAP              | Peace!                           | Compositeur            | Victor Entertainment |
| 1998  | KinKi Kids        | Border Line                      | Compositeur, Arrangeur | J Entertainment      |
| 2000  | SMAP              | Let It Be                        | Compositeur, Arrangeur | Victor Entertainment |
| 2000  | KinKi Kids        | We'll Figure It Out              | Compositeur, Arrangeur | J Entertainment      |
| 2000  | KinKi Kids        | LOVE SICK                        | Compositeur, Arrangeur | J Entertainment      |
| 2000  | V6                | MY DAYS                          | Compositeur, Arrangeur | avex trax            |
| 2001  | EXILE             | Your Eyes Only                   | Compositeur, Arrangeur | rhythm zone          |
| 2001  | Skoop On Somebody | Sha la la                        | Compositeur, Arrangeur | SME Records          |
| 2002  | Skoop On Somebody | a tomorrow song                  | Compositeur, Arrangeur | SME Records          |
| 2002  | Hitomi Shimatani  | Comment trouver un baiser tendre | Compositeur            | avex trax            |
| 2003  | Arashi            | 15th Moon                        | Compositeur, Arrangeur | J Storm              |
| 2003  | BoA               | Searching for Truth              | Compositeur, Arrangeur | avex trax            |
| 2004  | BoA               | LOVE & HONESTY                   | Compositeur, Arrangeur | avex trax            |
| 2006  | Foxxi misQ        | Tha F.Q's Style feat. JiN        | Compositeur, Arrangeur | R&C                  |
| 2007  | Foxxi misQ        | ULTIMATE GIRLS                   | Compositeur, Arrangeur | R&C                  |
| 2008  | Foxxi misQ        | LAST CHRISTMAS                   | Arrangeur              | R&C                  |
| 2009  | SUPERNOVA         | Hikari                           | Compositeur, Arrangeur | Universal J          |
| 2019  | Foxxi misQ        | GOOD RULE                        | Compositeur, Arrangeur | R&C                  |
| 2020  | TEAM SHACHI       | JIBUNGOTO                        | Compositeur, Arrangeur | Warner Music Japan   |
| 2025  | Da-iCE            | FUNTASISTA                       | Compositeur, Arrangeur | avex trax            |

et bien d'autres encore.
Ils ont également arrangé de la musique pour des anime et des émissions de divertissement, en plus de fournir des génériques pour de nombreuses productions audiovisuelles.

### Musique pour le théâtre et la publicité
- Musique de scène pour les spectacles de Yoshimoto Kogyo Co., Ltd., y compris le thème d’ouverture du LIVE STAND 2022
- Compositions publicitaires pour NTT, McDonald's Japan, Victor, ANA, Asahi, Shiseido et d'autres marques

## Récompenses
- 2020 – Prix de l'Académie japonaise de la meilleure musique pour Fly Me to the Saitama[10]
- 2025 – Prix de l'Académie japonaise de la meilleure musique pour Cells at Work![11]